# 肝病
肝病（英語：Hepatic disease、Liver disease）是指肝臟疾病，或是肝臟受損的症狀。

## 肝病種類

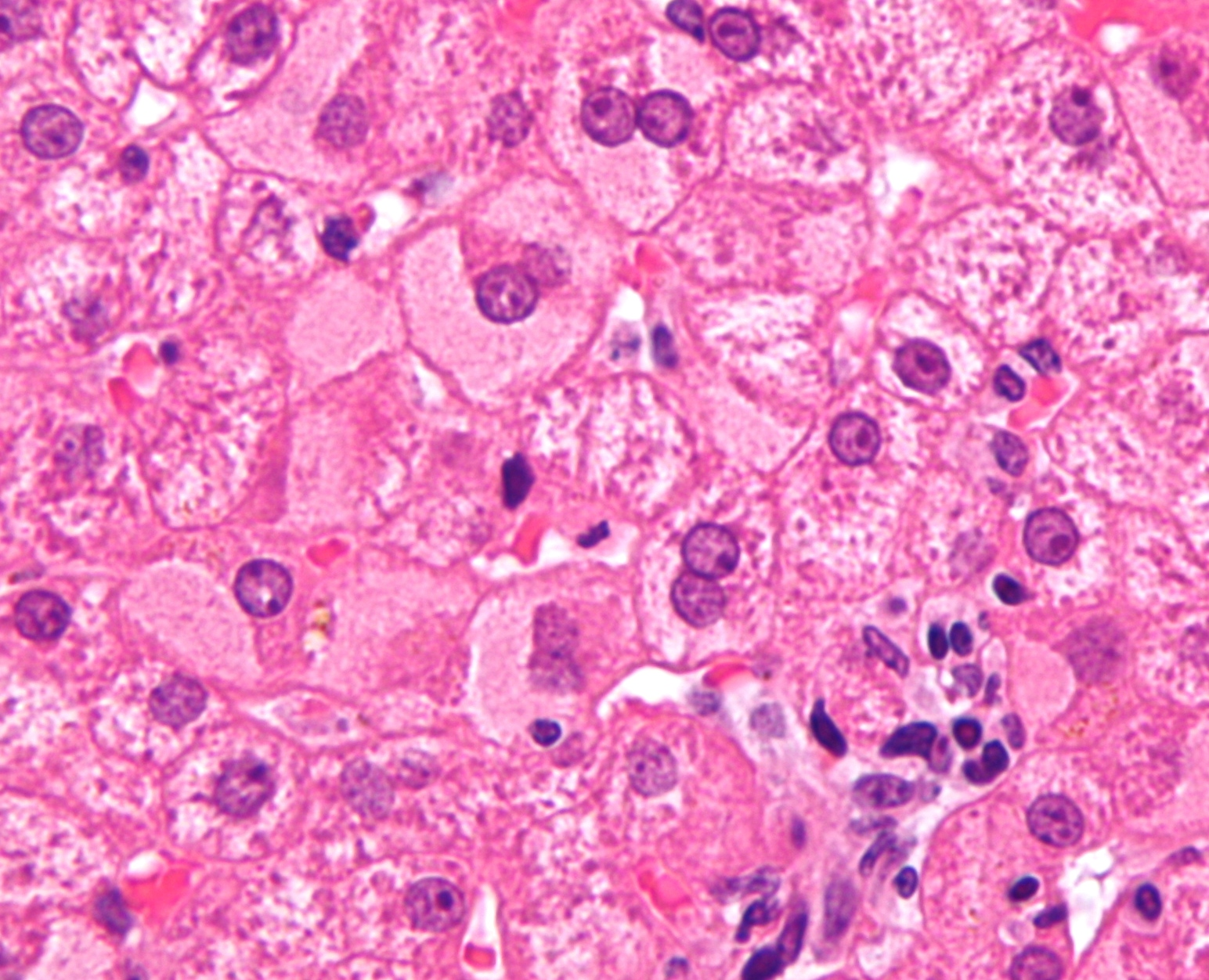
毛玻璃樣肝細胞

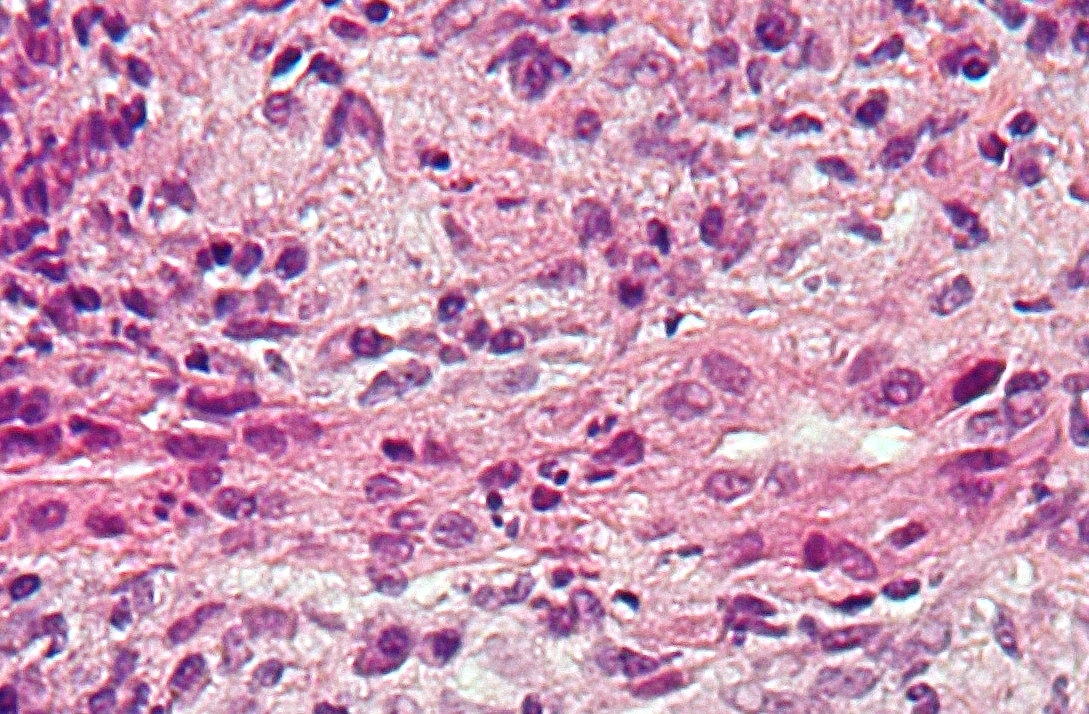
原發性膽汁性肝硬化

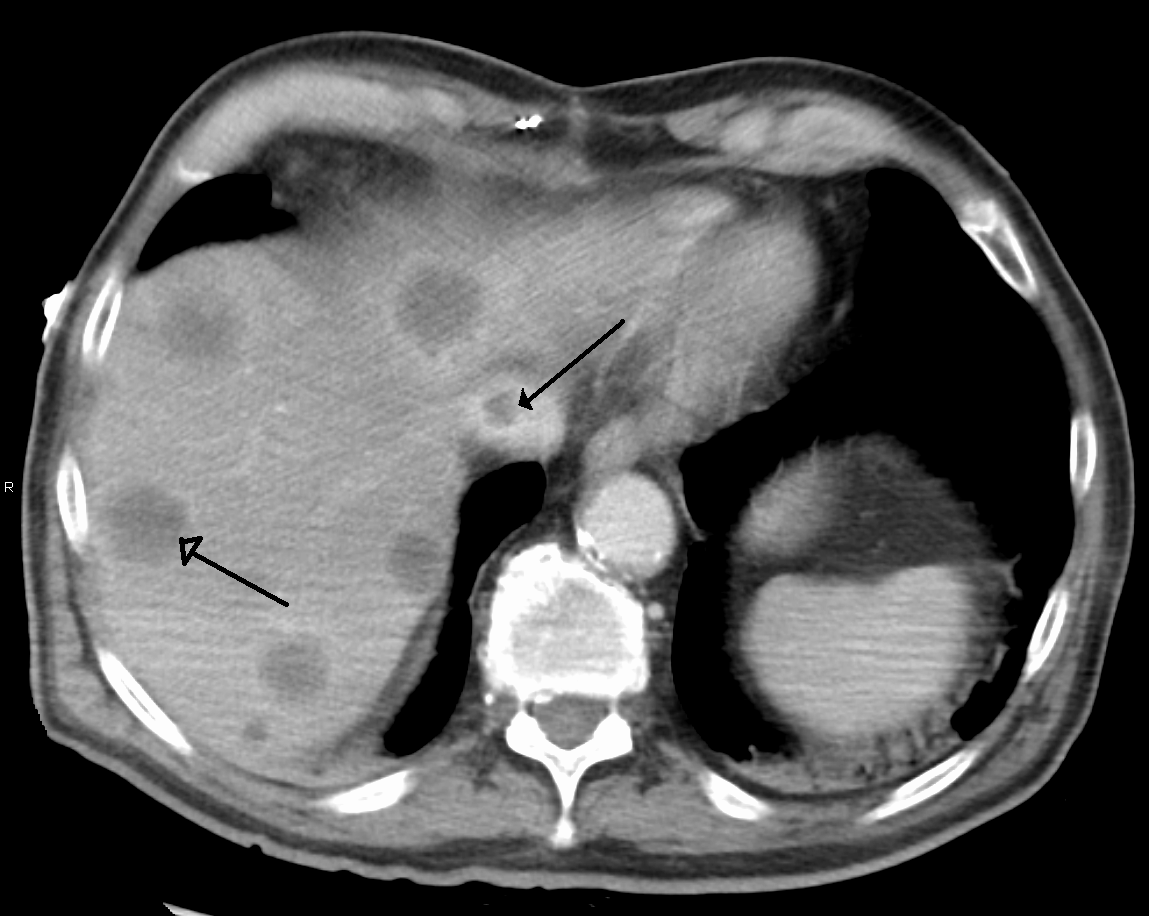
Budd-chiari綜合徵

肝病種類超過一百種以上。症狀包括黃疸及體重減輕。以下是一最常見的肝病：
- Fascioliasis（英语：Fascioliasis），是由片形屬的寄生蟲（大部份是牛羊肝吸蟲）造成的寄生蟲感染[4]。
- 肝炎是指肝臟的發炎，可能因為病毒造成（病毒性肝炎），也有可能因為肝毒性物質造成（例如酒精性肝炎），或是因為免疫（自身免疫性肝炎）、遺傳所造成[5]。
- 酒精性肝病是因為酒精濫用造成的肝臟表現，包括脂肪肝、酒精性肝炎及肝硬化。像是「藥物引發」肝病或是「毒性」肝病的類似詞語則用來描述因為藥物引發的肝病[6]。
- 脂肪肝（肝臟脂肪變性（英语：steatosis））是一種可逆的症狀，是指大量三酸甘油酯空泡累積在肝細胞中[7]。非酒精性脂肪肝病是和肥胖及代謝症候群有關的疾病[8]
- 會損害肝臟的遺傳性疾病包括會在體內累積铁質的血色沉着病[9]以及肝豆狀核變性。肝臟損害也是α1-抗胰蛋白酶缺乏症（英语：alpha 1-antitrypsin deficiency）[10]以及龐貝氏症[11]的臨床特徵。
- 在家族性澱粉樣物多發性神經病變中，肝臟產生突變的轉甲狀腺素蛋白，會有嚴重的神經變性及心臟病效應。肝臟移植是其中一種治療方式[12]。
- 吉爾波特症候群是有關胆红素代謝的基因性疾病，在少部份人身上會出現，會造成輕微黄疸[13]。
- 肝硬化是指肝臟中形成纖維組織（纤维化），取代肝臟中死亡的肝細胞，肝細胞死亡的原因包括病毒性肝炎、飲酒過量、其他肝毒性物質。肝硬化會導致慢性肝衰竭.[14]。
- 原發性肝癌最見的有肝細胞癌及膽管癌，而肝血管肉瘤（英语：angiosarcoma）比較少見（許多肝臟惡性腫瘤是從腸胃道或是肺臟、腎臟原發癌症轉移的繼發性病灶）[15]。
- 原發性膽汁性肝硬化是膽小管（英语：bile canaliculus）的嚴重自體免疫性疾病[16]。
- 原發性硬化性膽管炎是嚴重的慢性膽管炎症，可能和器官的自體免疫性有關[17]。
- 布加综合征是因為肝静脉（英语：hepatic vein）闭塞造成的臨床症狀[18]。

## 文獻
1. 1 2  . www.nlm.nih.gov.   [2015-06-20]. （原始内容存档于2016-07-08）.
2. ↑  . www.nlm.nih.gov.   [2015-06-20]. （原始内容存档于2016-07-05）.
3. ↑  . www.nhs.uk.   [2015-06-20]. （原始内容存档于2017-10-17）.
4. ↑  . www.cdc.gov.   [2015-06-20]. （原始内容存档于2021-03-19）.
5. ↑  . www.nlm.nih.gov.   [2015-06-20]. （原始内容存档于2016-07-04）.
6. ↑  . www.nlm.nih.gov.   [2015-06-20]. （原始内容存档于2010-01-22）.
7. ↑  .   [2015-06-20]. （原始内容存档于2021-04-22）.
8. ↑  . www.nhs.uk.   [2015-06-20]. （原始内容存档于2017-10-10）.
9. ↑  . www.nlm.nih.gov.   [2015-06-20]. （原始内容存档于2016-07-05）.
10. ↑  . www.nlm.nih.gov.   [2015-06-20]. （原始内容存档于2016-07-05）.
11. ↑  Leslie, Nancy; Tinkle, Brad T. Pagon, Roberta A.; Adam, Margaret P.; Ardinger, Holly H.; Wallace, Stephanie E.; Amemiya, Anne; Bean, Lora JH; Bird, Thomas D.; Dolan, Cynthia R.; Fong, Chin-To , 编. . Seattle (WA): University of Washington, Seattle. 1993  [2018-05-15]. PMID 20301438. （原始内容存档于2020-08-30）.
12. ↑  . Genetics Home Reference.   [2015-06-20]. （原始内容存档于2020-08-13）.
13. ↑  . Genetics Home Reference.   [2015-06-20]. （原始内容存档于2019-04-08）.
14. ↑  . www.nlm.nih.gov.   [2015-06-20]. （原始内容存档于2016-07-05）.
15. ↑  . www.nlm.nih.gov.   [2015-06-20]. （原始内容存档于2016-07-05）.
16. ↑  . www.nlm.nih.gov.   [2015-06-20]. （原始内容存档于2016-07-05）.
17. ↑  . www.nlm.nih.gov.   [2015-06-20]. （原始内容存档于2016-07-05）.
18. ↑  . www.nlm.nih.gov.   [2015-06-20]. （原始内容存档于2016-07-05）.